# ایستگاه متروی میدان ولیعصر (شیراز)
ایستگاه میدان ولیعصر دوازدهمین ایستگاه خط ۱ متروی شیراز است که این ایستگاه در مکان میدان ولیعصر واقع شده است.
این ایستگاه با مساحت ۶۳۸۷ مترمربع و عمق ۱۳/۶۰ متر و از نوع عمیق (۲طبقه)، سکو جزیره‌ای دارای ۴ دروازه ورودی، خروجی می‌باشد.

## مسیرهای ایستگاه
- بلوار کریمخان زند
- خیابان تختی{خیابان شهناز}
- بلوار زینبیه{بلوار مصدق}
- بلوار سلمان فارسی{بلوار پیرنیا}
- بلوار مدرس

## محله‌های ایستگاه
- راهنمایی[نیازمند ابهام‌زدایی]
- گودعربان
- مصدق
- شهرک بهار
- کاوه
- درمانگاه نادر کاظمی
- پارک ولیعصر